# Xian de Heishui
Le xian de Heishui (黑水县 ; pinyin : Hēishuǐ Xiàn) est un district administratif de la province du Sichuan en Chine. Il est placé sous la juridiction de la préfecture autonome tibétaine et qiang d'Aba.

## Démographie
La population du district était de 56 115 habitants en 1999.